# Selenops petrunkevitchi
Selenops petrunkevitchi är en spindelart som beskrevs av Alayón 2003. Selenops petrunkevitchi ingår i släktet Selenops och familjen Selenopidae.
Artens utbredningsområde är Jamaica. Inga underarter finns listade i Catalogue of Life.